# 武林路
武林路位于杭州市中心地带，南起庆春路口，北至体育场路口，全长1650米。

## 历史
原来只是杭州的一条小马路，慢慢的发展形成了以女装时尚潮流为代表一条独特的街区。因此有“女装街”的别称。

## 现状
现在有品牌服装店200多家，同时还有咖啡店、美发店、饰品店。

## 周围的学校
- 杭州第十四中学
- 安吉路实验学校